# Jamais Cascio
Jamais Cascio es un futurólogo radicado en el Área de San Francisco.

## Formación
Cascio se graduó en 1988 de la Universidad de California, con especialización en antropología e historia.

## Carrera
Cascio fue Gerente de Tecnología en Global Business Network y Director de Análisis de Impactos para el Centro por una Responsable Nanotecnología.
En 2009, Cascio fue catalogado por la revista Foreign Policy como uno de los Top 100 Global thinkers. Michio Kaku le ha llamado "uno de los principales futurólogos con una larga carrera contemplando los contornos del mañana." Ha escrito artículos para diversas publicaciones sobre variedad de temas, incluyendo el futuro de la evolución humana, la educación en la era de la información, y las tecnologías emergentes.
A partir del 2016, es un investigador sénior en el Instituto de Ética y Tecnologías Emergentes, Becario de investigación en el Instituto para el Futuro, y un miembro del Consejo Consultivo de Ensia.
Cascio fue galardonado con un doctorado honoris causa en reconocimiento a su vida y su trabajo por la University of Advancing Technology en mayo de 2017.

## Proyectos

### Espacio transhumano
En el período 2003-4, Cascio ha publicado dos volúmenes de material de fondo para su uso en el juego de rol Espacio transhumano, de Steve Jackson Games, que se publicó en el año 2100.
El primer volumen, Los Sueños Rotos, proporciona un telón de fondo político que se concentra en los menos afortunados, y cómo pueden responder a sus circunstancias.
El segundo volumen, Tóxicos Memes, se concentra en la batalla por la opinión pública, y los problemas que podrían surgir a partir de una hipotética nueva ciencia de la memética: el análisis, la ingeniería, y la manipulación de las ideas.

### Worldchanging
En 2003, Cascio cofundó el sitio web en línea, Worldchanging con Alex Steffen. Contribuyó con artículos desde 2003 hasta su salida en 2006. Su gama de temas comprendía energía, cambio climático, desarrollo global, código abierto, la biotecnología y la nanotecnología.

### Huella de carbono de la hamburguesa con queso
En 2006, cuando el concepto de la huella de carbono de apenas estaba convirtiendo en un tema de que hablar, Cascio decidió ofrecer un ejemplo ilustrativo del uso de un popular elemento: la hamburguesa con queso. Teniendo en cuenta todos los factores que entran en la fabricación y la entrega de una hamburguesa con queso, Cascio calcula que el equivalente 3,6 a 6,1 kg de CO2 se han generado en el proceso. Interpretando el resultado de otra manera, Cascio estima que las emisiones anuales debidas hamburguesa con queso en los Estados Unidos fueron comparables a las de todos los SUV que circulaban en las carreteras de Estados Unidos en ese periodo.
El informe suscitó un gran interés, y apareció en un segmento del documental de National Geographic, Seis Grados que Podrían Cambiar el Mundo.

### "Superestructura"
En 2008 Cascio ha colaborado con Jane McGonigal como guionista, diseñador y administrador de "Superestructura"; un juego en gran escala de previsión que invita a los jugadores a utilizar los medios sociales para describir cómo responderían a cinco hipotéticas pero posibles amenazas para la Humanidad en el año 2019.
La presentación siguió la estructura de los informes de previsión a diez años utilizados por el Instituto para el Futuro. 5000 jugadores participaron durante un período de seis semanas, a partir de octubre de 2008.

### La geoingeniería
Cascio ha contribuido a los debates sobre la ética y el sentido práctico de la geoingeniería desde el año 2005. En 2009, él mismo publicó una colección de sus ensayos bajo el título de "Piratear" la Tierra. Estos ensayos de estrés sobre las estrategias de la geoingeniería para no abordar las causas subyacentes del calentamiento global, y las consecuencias que deben sopesarse cuidadosamente. Sin embargo, Cascio opina que los defensores de la geoingeniería deben ser considerados en serio como una forma de mantener los aumentos de la temperatura global a un nivel mínimo.
En 2008-09, Cascio ha colaborado con la Australian Broadcasting Comisión como escritor y consultor para producir Bluebird AR, un multimedia interactivo que anima a los espectadores a participar, y pensar acerca de los problemas en la geoingeniería. El show fue transmitido a partir de abril–junio de 2010.

### Google nos hace estúpidos?
Google nos hace estúpidos? fue en 2008 un artículo de Nicholas Carr, que más tarde fue ampliado en Las aguas superficiales. Carr sugiere que el acceso a los conocimientos proporcionados por los motores de búsqueda de internet afectan a las habilidades cognitivas de las personas; animándoles a "rozar" la información a expensas del pensamiento crítico y la investigación enfocada. Basándose en sus experiencias personales, Carr, incluso se preguntaba si el cerebro estaba siendo afectado permanentemente.
Respondiendo en la misma publicación, un año más tarde, Cascio argumentó que la cognición humana siempre ha evolucionado para cumplir con los desafíos ambientales, y que los planteados por internet no son diferentes: el 'skimming' mencionado por Carr era una forma de déficit de atención causado por la inmadurez de los algoritmos de filtro. Cascio argumenta, además, que el problema irá disminuyendo a medida que las necesidades humanas ejercen una presión evolutiva su propio entorno a causa de los algoritmos de mejora.
Los dos artículos han sido utilizados para promover el tópico de debate en varios lugares. Pew Investigación los ha utilizado para formar la disyuntiva en un par de preguntas de la encuesta que se distribuyó a los profesores universitarios. La mayoría respondió en detalle; el 76% estaba de acuerdo con la proposición "Carr estaba equivocado: Google no nos hace estúpidos". Cuando se discute el tema en The Googlisation of Everything, Siva Vaidhyanathan tendía a estar del lado de Carr. Sin embargo, pensó que ambos argumentos confiaban demasiado en el determinismo: Carr en el pensamiento de que una excesiva dependencia de las herramientas de internet inevitablemente causará que el cerebro se atrofie, y Cascio en el pensamiento de que se haga cada vez más inteligente como el necesario resultado de las presiones evolutivas que él describe. John Naughton señaló, en De Gutenberg a Zuckerberg, que muchos están de acuerdo en que Carr había tocado un tema importante, pero que sus conclusiones no fueron aceptadas.

## Libros
- Broken Dreams (Transhuman Space) (Steve Jackson Games, 2003).[25]
- Toxic Memes (Transhuman Space) (Steve Jackson Games, 2004).[26]
- Worldchanging: a User's Guide to the 21st Century (2006) (contributing author).[27]
- Hacking the Earth: Understanding the Consequences of Geoengineering (self-published, 2009).[28][29][30]

## Premios
- 2009 – Foreign Policy Magazine No. 72 among their "Top 100 Global Thinkers" for 2009.
- 2017 - Honorary Doctorate from the University of Advancing Technology.